# De reditu - Il ritorno
De reditu - Il ritorno  è un film storico del 2004 diretto da Claudio Bondì, liberamente tratto dal poema latino del V secolo De reditu suo di Claudio Rutilio Namaziano.
Questo film è riconosciuto come d'interesse culturale nazionale dalla Direzione generale Cinema e audiovisivo del Ministero per i beni e le attività culturali e per il turismo italiano, in base alla delibera ministeriale del 30 maggio 2005.

## Trama
Nel 415 Claudio Rutilio Namaziano, patrizio romano fieramente pagano, decide di lasciare Roma per far ritorno alla natìa Tolosa, nella Gallia Narbonense, per verificare le condizioni dei suoi possedimenti dopo il passaggio dei Goti di Alarico I, che cinque anni prima erano arrivati sino a Roma, intraprendendo pertanto un tortuosissimo viaggio per l'Italia, passando tra mare e terra a causa della non più agibilità e sicurezza della Via Aurelia, che appunto collegava la penisola all'Hispania e alle Gallie.
Il protagonista — nella rielaborazione cinematografica, ma non nella verità storica e quindi nella sua opera letteraria di riferimento — ha anche il segreto proposito di raccogliere denaro e consensi dai più prominenti patrizi rimasti ancora fedeli al paganesimo al fine di far acclamare un imperatore pagano che destituisca il cristiano Onorio e che sia dunque capace di risollevare le tristi sorti dell'Impero d'Occidente, ridotto ormai allo stremo dalle invasioni germaniche e dalla sua frammentazione politica e fortissima crisi economica conseguente, e che possa soprattutto contrastare il propagarsi del cristianesimo, responsabile a detta sua del decadimento dei valori tipici della romanitas.
Ma la disperata impresa di Rutilio è nata sotto una cattiva stella e il viaggio avrà un epilogo tragico.

## Produzione
Il film fu girato dal 21 settembre 2002 per sette settimane consecutive; le riprese sono state effettuate a Crotone.

## Distribuzione
Il film, pronto il 21 marzo 2003, fu proiettato in anteprima per la troupe il 10 aprile 2003 al cinema Filmstudio di via degli Orti d'Alibert a Roma e uscì nelle sale italiane nel gennaio 2004. Fu prodotto da Alessandro Verdecchi per la Misami Film, con contributo ministeriale; fu distribuito da Orango Film.

## Riconoscimenti
- 2004 - Premio Festival del Cinema Indipendente